# Унден, Бу Эстен
Бу Эстен Унден (швед. Bo Östen Undén; 25 августа 1886, Карлстад — 14 января 1974, Стокгольм) — шведский юрист, дипломат и политик, министр иностранных дел Швеции (18 октября 1924 — 7 июня 1926 и 31 июля 1945 — 19 сентября 1962).
Один из лидеров Социал-демократической рабочей партии Швеции, принадлежал к её левому крылу. Педагог. Доктор права. Академик. Профессор гражданского права в университете Упсалы с 1917 по 1937 год.

## Биография
Выпускник Уппсальского университета, где позже избирался ректором.
С 1934 по 1965 избирался членом парламента и Консультативного совета (с 1917 по 1920).
В 1920 — министр юстиции Швеции.
С 1923 по 1926 и с 1945 по 1962 гг. — министр иностранных дел Швеции.
После внезапной смерти Пера Альбина Ханссона в октябре 1946 года некоторое время исполнял обязанности премьер-министра Швеции (6 октября 1946 — 11 октября 1946).
Убежденный сторонник шведского нейтралитета, в 1948 году всеми силами пытался предотвратить переориентацию Норвегии в «западном направлении» и убедить норвежцев и датчан объединиться со Швецией в рамках нейтрального оборонительного союза.
В конце 1940-х годов отмечено совпадении взглядов Ундена и советских дипломатов по ряду аспектов советской внешней и отчасти мировой политики.
В 1961 году от имени Швеции заявил в ООН так называемый «план Ундена», в котором призвал государства, не имеющие ядерного оружия, задекларировать отказ от его производства, приобретения и хранения, создав в противовес «ядерному клубу» «безъядерный клуб». Генеральная Ассамблея ООН одобрила «план Ундена» 58 голосами «за» (10 членов НАТО — «против», 23 страны воздержались).
Опубликовал большую серию работ в области международного права и политики, в том числе «Tankar om utrikespolitik» (1963) и «Minnesanteckningar» (1966).